# Per-Arne Alexandersson
Per-Arne "Pirro" Alexandersson, född 2 augusti 1954, i Leksand,  är en svensk före detta professionell ishockeyspelare och ishockeytränare. Han har varit huvudtränare för Modo och Leksand i Elitserien.